# Przymiłowice (osada leśna)
Przymiłowice – osada leśna w Polsce położona w województwie śląskim, w powiecie częstochowskim, w gminie Olsztyn.
W latach 1975–1998 miejscowość administracyjnie należała do województwa częstochowskiego.